# Ġ
Ġ ، ġ یکی از حروف الفبای لاتین است و بر ساخته از یک G با نقطهای بر فراز آن.

## کاربردها
- در نویسه‌گردانی عربی به لاتین این حرف نشان‌دهندهٔ غ می‌باشد.
- در نویسه‌گردانی زبان چچنی به لاتین برابر با гI سیریلیک می‌باشد.
- پیشتر در زبان ایرلندی، Ġ نشان‌دهندهٔ نرم‌شدگی G بوده‌است، ولی امروزه ترکیب GH جایگزین آن شده.
- Ġ حرف هفتم الفبای مالتی است و نشان‌دهندهٔ آوای ج می‌باشد.
- پژوهشگران در نگارش زبان انگلیسی باستان گاه برای نشان‌دادن تمایز میان آوای ی یا ج با گ از Ġ استفاده‌می‌کنند.
- در نویسه‌گردانی زبان اوکراینی به لاتین از این نویسه به جای Ґ سیریلیک استفاده می‌شود.
- گاه در آوانگاری، Ġ را در جایگاه [ɣ] یا [ŋ] به کار می‌برند.